# Poecilimon zwicki
Poecilimon zwicki är en insektsart som beskrevs av Willy Adolf Theodor Ramme 1939. Poecilimon zwicki ingår i släktet Poecilimon och familjen vårtbitare. Inga underarter finns listade i Catalogue of Life.